# Джуди Гриър
Джудит Лора Евънс (на английски: Judith Laura Evans, родена на 20 юли 1975 г.), по-известна като Джуди Гриър (на английски: Judy Greer), е американска актриса.

## Личен живот
Омъжена е за Дийн Джонсън, който е изпълнителен продуцент.

## Филмография

### Кино
- 1999 – „Трима крале“ (Three Kings)
- 2000 – „Специалистите“ (The Specials)
- 2000 – „От коя планета си?“ (What Planet Are You From?)
- 2000 – „Какво искат жените“ (What Women Want)
- 2001 – „Сватбеният агент“ (The Wedding Planner)
- 2002 – „Адаптация.“ (Adaptation.)
- 2004 – „Събудих се на 30“ (13 Going on 30)
- 2004 – „Селото“ (The Village)
- 2004 – „Последният кадър“ (The Last Shot)
- 2005 – „Елизабеттаун“ (Elizabethtown)
- 2006 – „Американски мечти“ (American Dreamz)
- 2008 – „27 сватби“ (27 Dresses)
- 2009 – „Любовта се случва“ (Love Happens)
- 2010 – „Мармадюк“ (Marmaduke)
- 2010 – „Любовта е опиат“ (Love & Other Drugs)
- 2010 – „Престъплението на Хенри“ (Henry's Crime)
- 2011 – „Потомците“ (The Descendants)
- 2011 – „Джеф, който живее вкъщи“ (Jeff, Who Lives at Home)
- 2012 – „Игри на сърцето" (Playing for Keeps)
- 2013 – „Кери" (Carrie)
- 2014 – „Зората на планетата на маймуните“ (Dawn of the Planet of the Apes)
- 2015 – „Утреландия“ (Tomorrowland)
- 2015 – „Джурасик свят“ (Jurassic World)
- 2015 – „Ант-Мен“ (Ant-Man)

### Телевизия
- „Утрешен вестник“ – 1997
- „Семейният тип“ – 2002-2012
- „Само за снимка“ – 2003
- „Развитие в застой“ – 2003-2013
- „От местопрестъплението: Маями“ – 2005
- „Продуцентът“ – 2006
- „Моето име е Ърл“ – 2006
- „Слънчева Филаделфия“ – 2007-2011
- „Модерно семейство“ – 2010
- „Теория за Големия взрив“ – 2010
- „Как се запознах с майка ви“ – 2010
- „Щура любов“ – 2011
- „Двама мъже и половина“ – 2007-2013
- „Секс до дупка“ – 2007-2012
- „Арчър“ – 2009-2013
- „Лекар на повикване“ – 2012